# Нойшванштайн
За́мок Нойшваншта́йн (также Нёйшванште́йн, нем. Schloss Neuschwanstein [nɔy’ʃvanʃtain], дословно — «Новый лебединый камень») — романтический замок баварского короля Людвига II около городка Фюссен и замка Хоэншвангау в юго-западной Баварии, недалеко от австрийской границы. Одно из самых популярных среди туристов мест на юге Германии. Он послужил прообразом замка спящей красавицы в мультфильмах Disney.

## История
Замок Нойшванштайн стоит на месте двух крепостей, переднего и заднего Швангау, на момент начала работ лежавших в руинах. Король Баварии Людвиг II приказал на этом месте путём взрыва скалы опустить плато приблизительно на 8 м и создать тем самым место для постройки «сказочного дворца». После строительства дороги и прокладки трубопровода 5 сентября 1869 года был заложен первый камень для строительства огромного замка. Оно было поручено придворному архитектору Эдуарду Риделю. Мюнхенский мастер Кристиан Янк воплощал его планы в художественные виды, т. н. «ведуты» (живописные изображения). Король настоял на личном одобрении каждого чертежа, и его участие в разработке оказалось столь значительным, что замок стали считать его личным творением.
В 1869—1873 годах были построены ворота. Личные покои короля на 3 этаже, а также комфортабельные помещения на 2 этаже способствовали удобству всего строения. Начиная с 1873 года строительные работы велись в очень напряжённом темпе, однако спустя десятилетие так и не были завершены, и король решил переселиться в недостроенный замок в 1884. Год спустя в замке отметили 60-летие матери Людвига Марии. В общей сложности король прожил в замке 172 дня, и в момент его смерти в июне 1886 строительство всё ещё не было закончено.

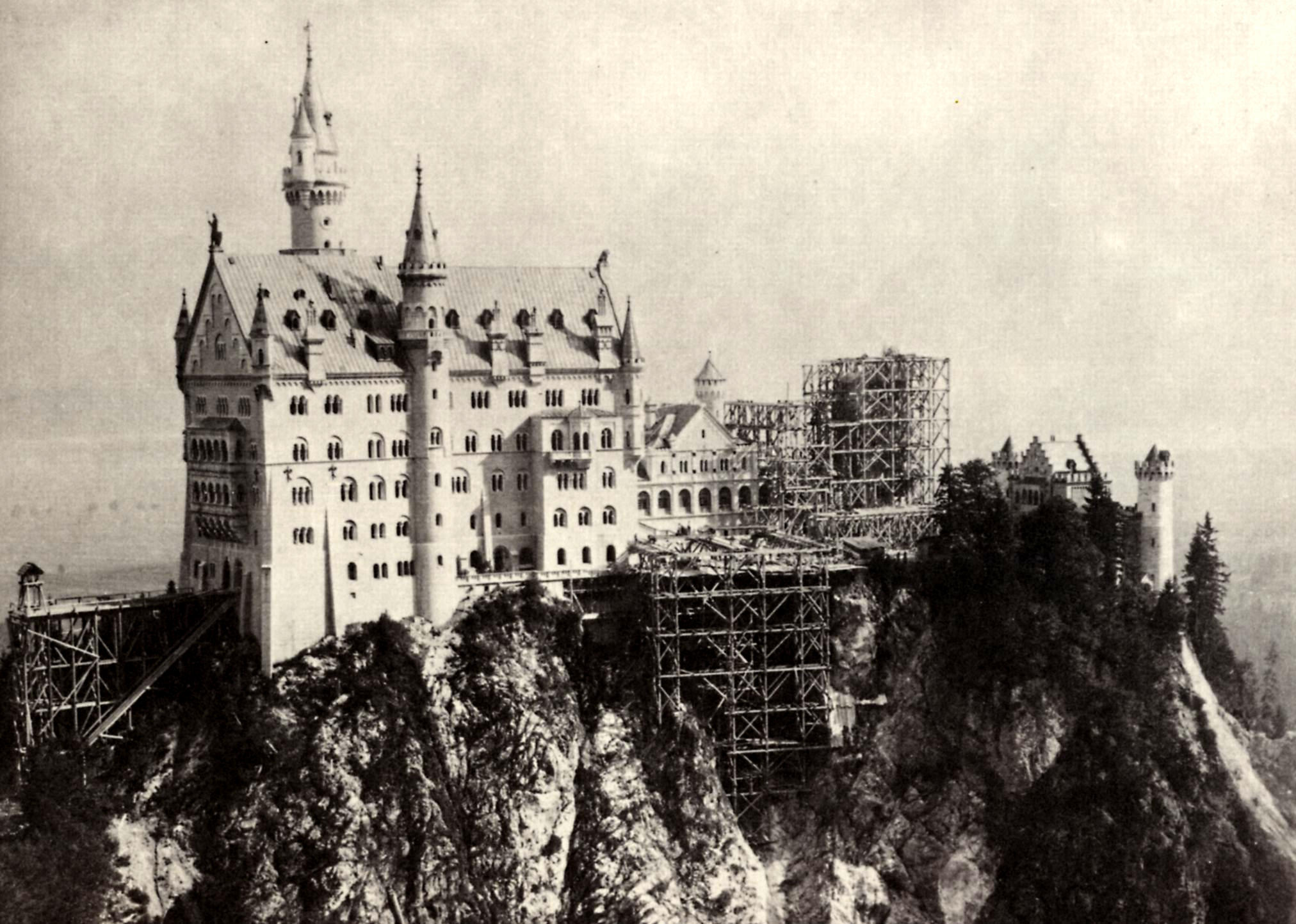
Строительные работы в замке (1882—1885)

Песчаник для портала и эркера был привезён из Нюртингена земли Вюртемберг. Для окон, выступов свода, колонн и капителей применялся мрамор из-под Зальцбурга.
Огромное количество стройматериала поднимали с западной стороны здания в вагонетках с помощью крана, работающего на паровой тяге. Их доставляли и устанавливали в нужном месте с помощью специальной системы подъёмных блоков. Строительные машины уже тогда ежегодно проверялись на безопасность и надёжность «Баварской ревизионной комиссией по паровым котлам», из которой вышло Объединение технического надзора (TÜV).
В 1880 году на стройке было занято 209 плотников, каменотёсов и подсобных рабочих. После смерти короля в 1886 году все строительные работы были приостановлены. На тот момент стоимость замка превысила семь с половиной миллионов марок, при изначальной стоимости всего проекта в 3,2 миллиона. Огромные государственные затраты на строительство этого замка стали одним из аргументов для объявления Людвига II недееспособным и отстранения его от престола. Сам король остался должен своим кредиторам ещё большую сумму.
Через шесть недель после смерти Людвига вступивший в права регент принял решение открыть замок для платного посещения, чтобы вернуть долги, а также постепенно завершить проект. В течение нескольких лет работы завершились, но планы короля не были воплощены в полной мере: не был окончательно достроен рыцарский зал, донжон - 90-метровая башня с церковью не была построена вообще, так же как и ещё несколько помещений и большой парк с террасами и фонтаном к западу от строения. Тем не менее замок оказался главной местной достопримечательностью, к 1899 году долг был полностью погашен, и с этого момента Нойшванштайн стал стабильным источником дохода для казны, по сей день продолжая привлекать всё новых и новых туристов со всего мира.
В 2025 году замок внесли в список объектов Всемирного наследия ЮНЕСКО.

## Внутреннее убранство
Идею вартбургских залов, Праздничного и Песенного, Людвиг II воплотил в зале певцов. Король обязательно хотел построить этот зал, поэтому сам замок Нойшванштайн выстроен как бы вокруг данного зала. Многочисленные настенные полотна иллюстрируют мотивы из легенды о Парцифале, вдохновившей Вагнера на создание своего сценического произведения. В период жизни короля зал певцов никак не использовался. Лишь в 1933 году, в 50-ю годовщину со дня смерти композитора Рихарда Вагнера, и вплоть до начала войны в 1939 году в замке проводились праздничные концерты. В 1969 году было принято решение возобновить концерты.
Несмотря на то, что тронный зал не был завершён, он является самым впечатляющим и несёт религиозный оттенок. Базиликоподобная закладка со специальной нишей для трона должна была говорить о связи между богом и королём. Полотна Вильгельма Хаусшильда над пустым тронным местом изображают шесть королей, причисленных к святым. Завершается ниша изображениями Христа, Марии и Иоанна. Справа и слева, рядом с мраморной лестницей, изображены 12 апостолов. Мозаичный пол работы Детона из Вены показывает небесный шар с изображениями животных и растений. Колонны нижней и верхней части тронного зала сделаны из искусственного мрамора. Нижняя часть колонн — пурпурного цвета, верхняя часть сделана из искусственного лазурита.
В интерьере замка главную роль играют иллюстрации к операм Вагнера и старинным германским легендам. Лебединый мотив — то, чем пронизана вся архитектура и художественные украшения замка. Лебедь — геральдическая птица старинного рода графов Швангау. Преемником этого рода считал себя отец Людвига, Максимилиан II Баварский.
В конце Второй мировой часть золота Рейхсбанка хранилась в замке. В последние дни войны золото было увезено в неизвестном направлении. По слухам, оно было утоплено в ближайшем озере Алат. В замке также хранились украденные драгоценности, картины, мебель, которые предназначались для личной коллекции Гитлера.
На Нойшванштайн открывается вид с ближайшего моста Мариенбрюке.

## Галерея

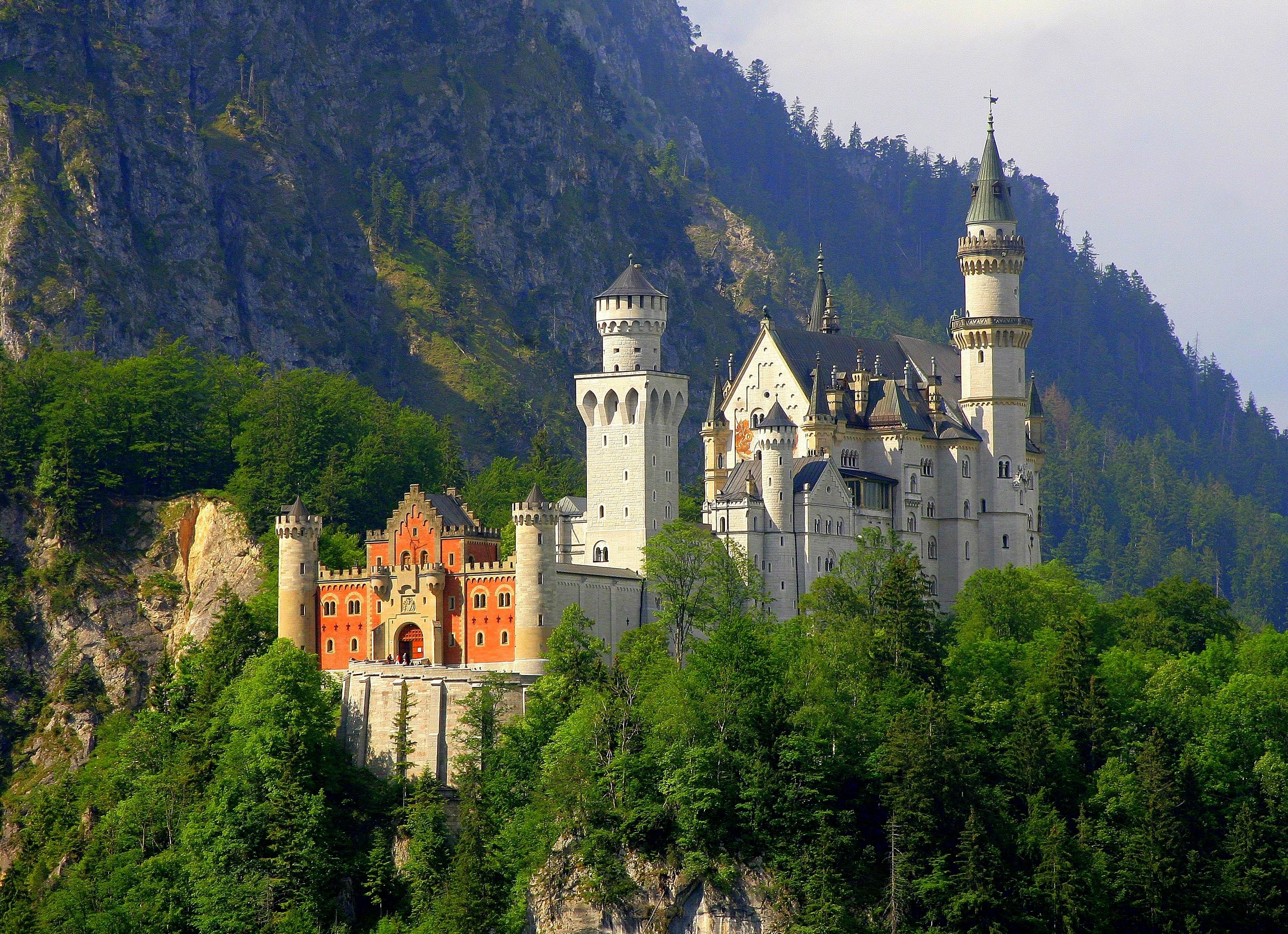
В тумане
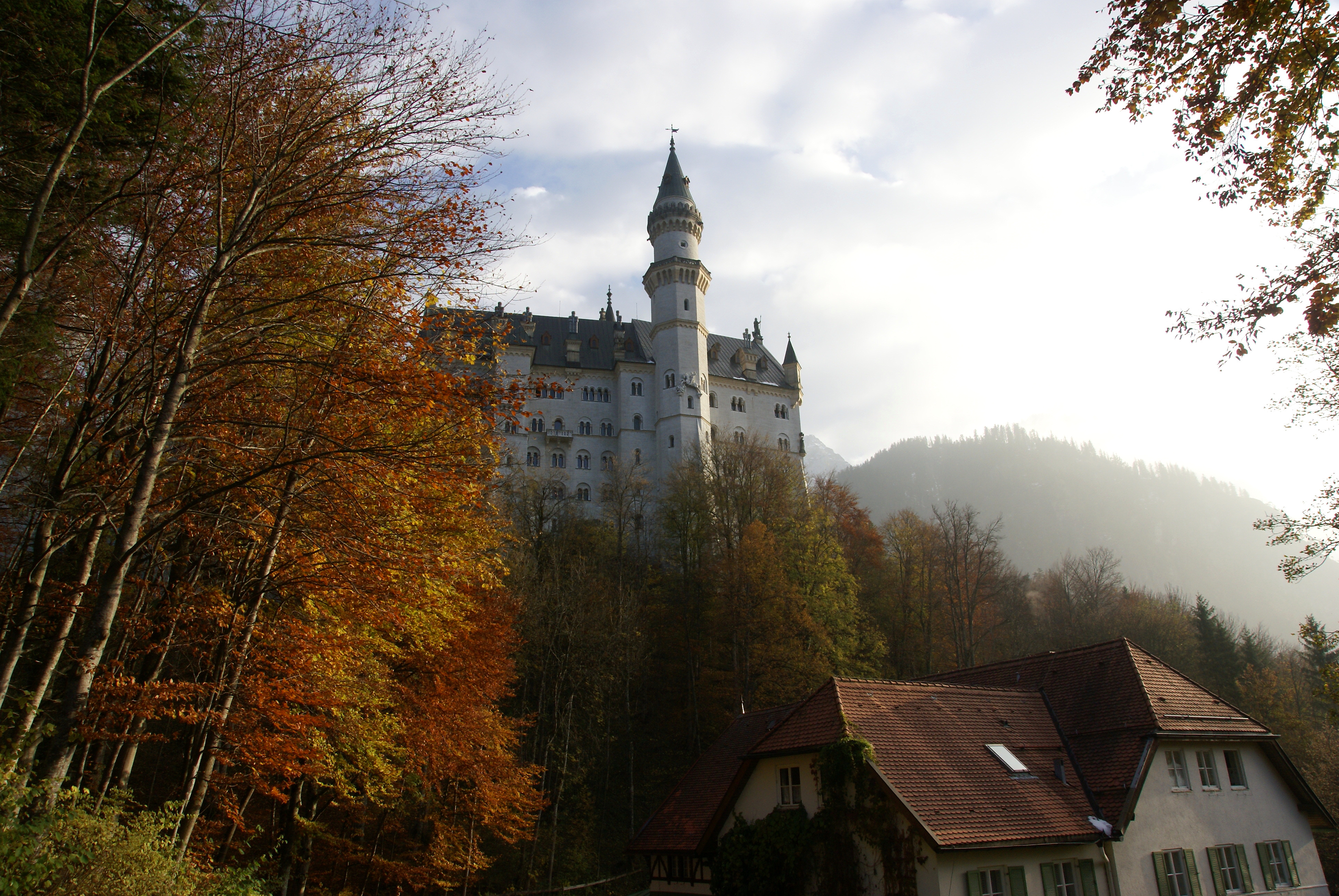
Вид на замок с ближайшего поселения

Дворцовые залы (фотохромные гравюры конца XIX века)
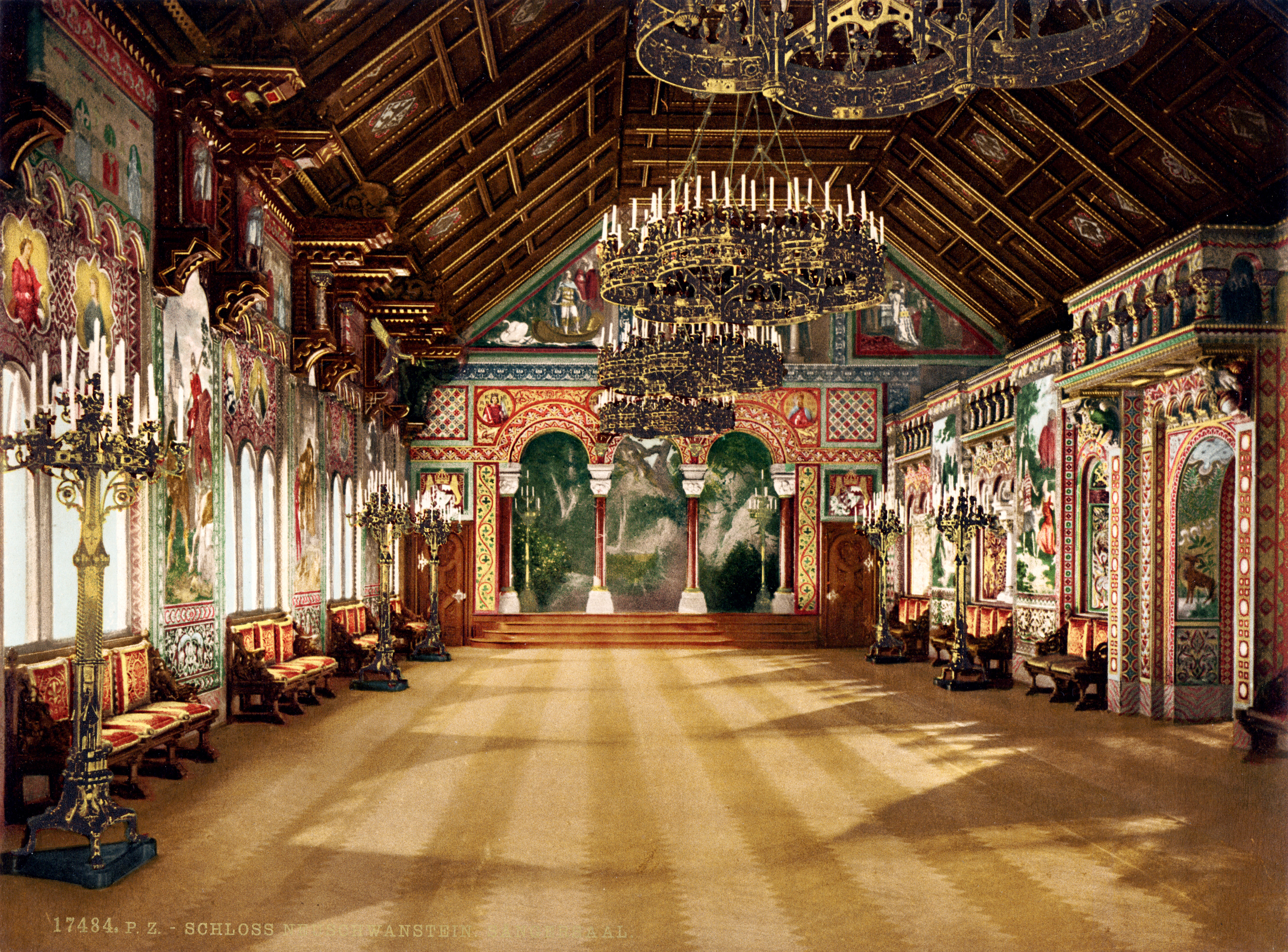
Зал певцов
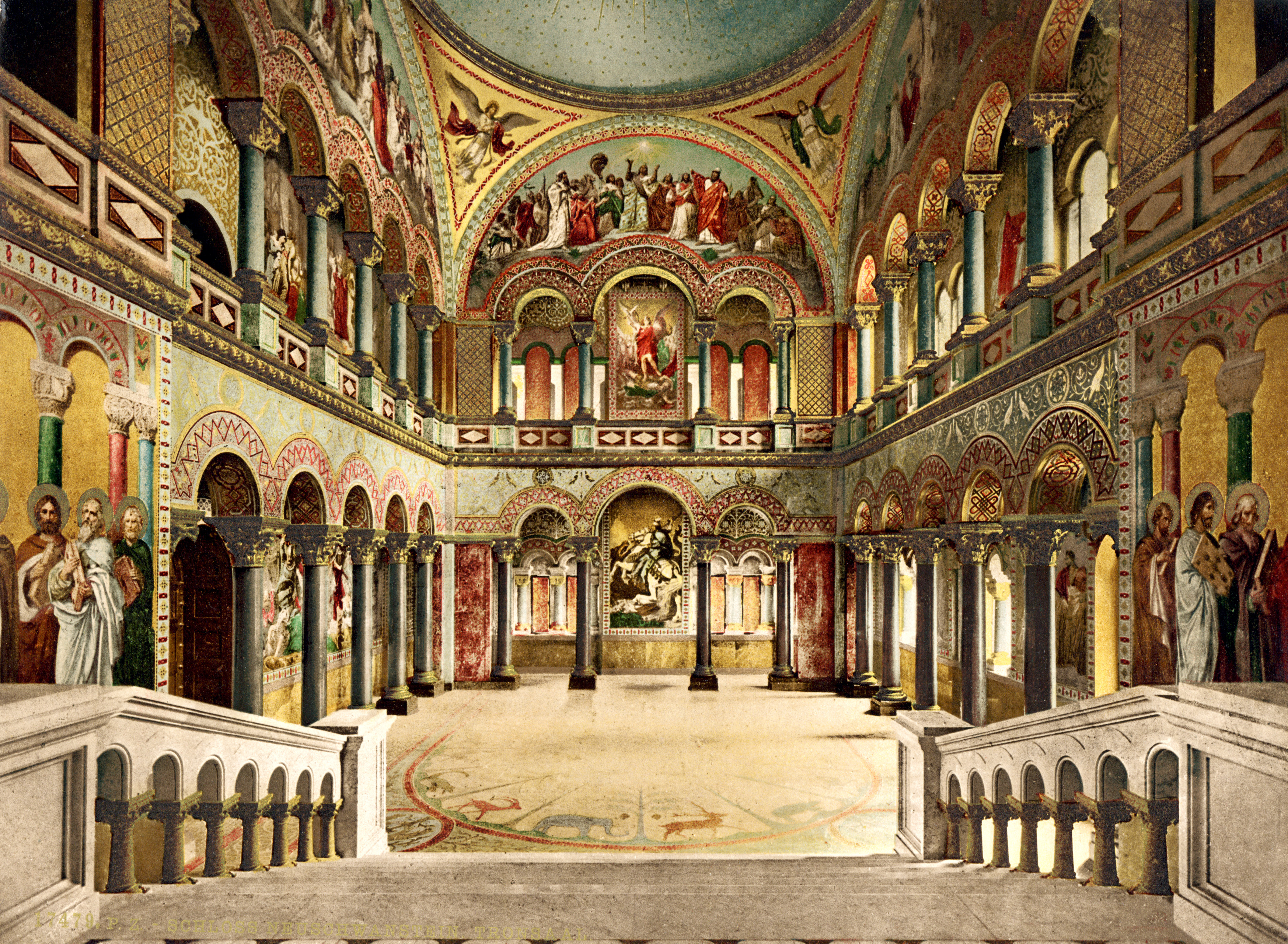
Тронный зал
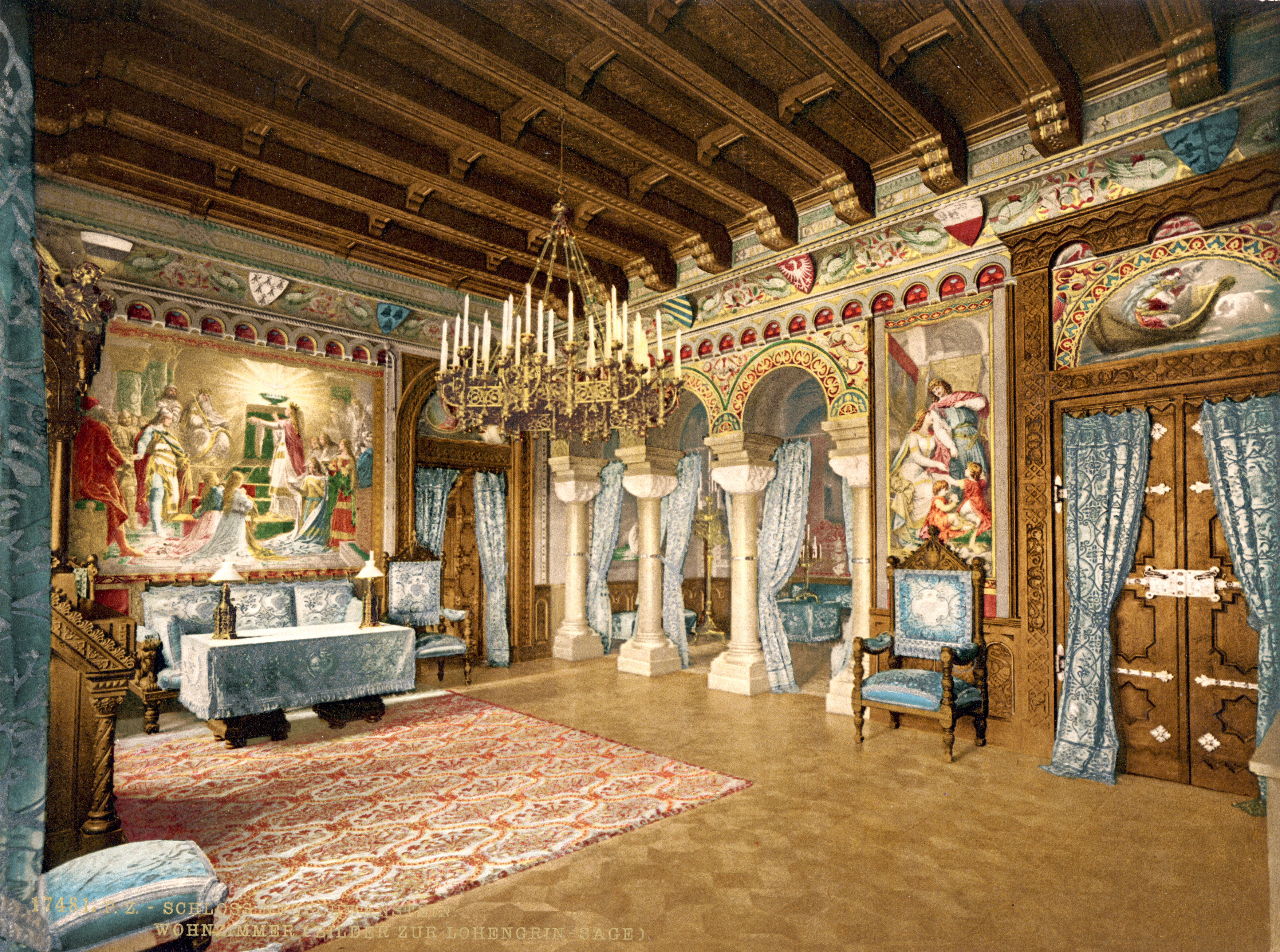
Гостиная
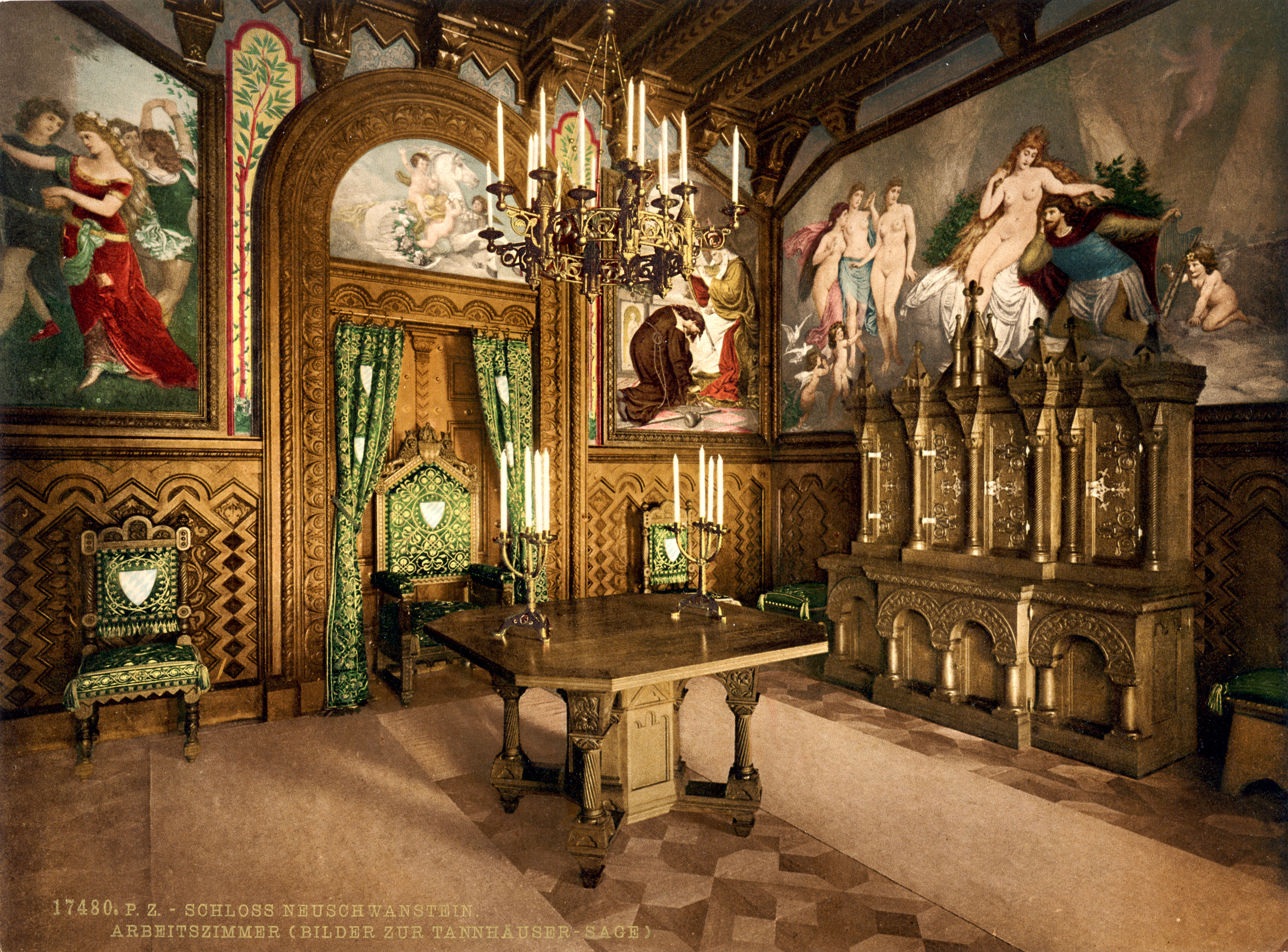
Кабинет
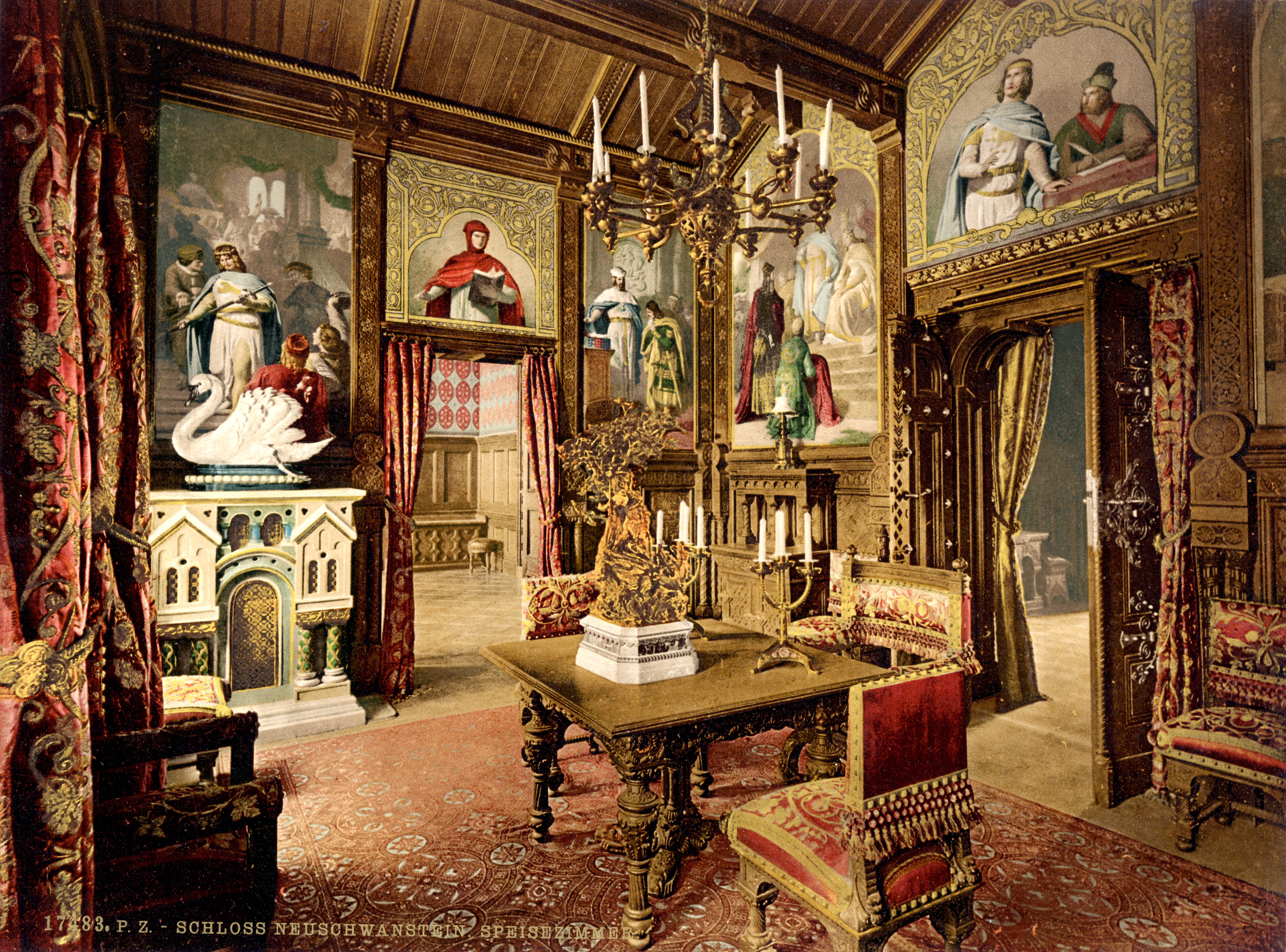
Столовая
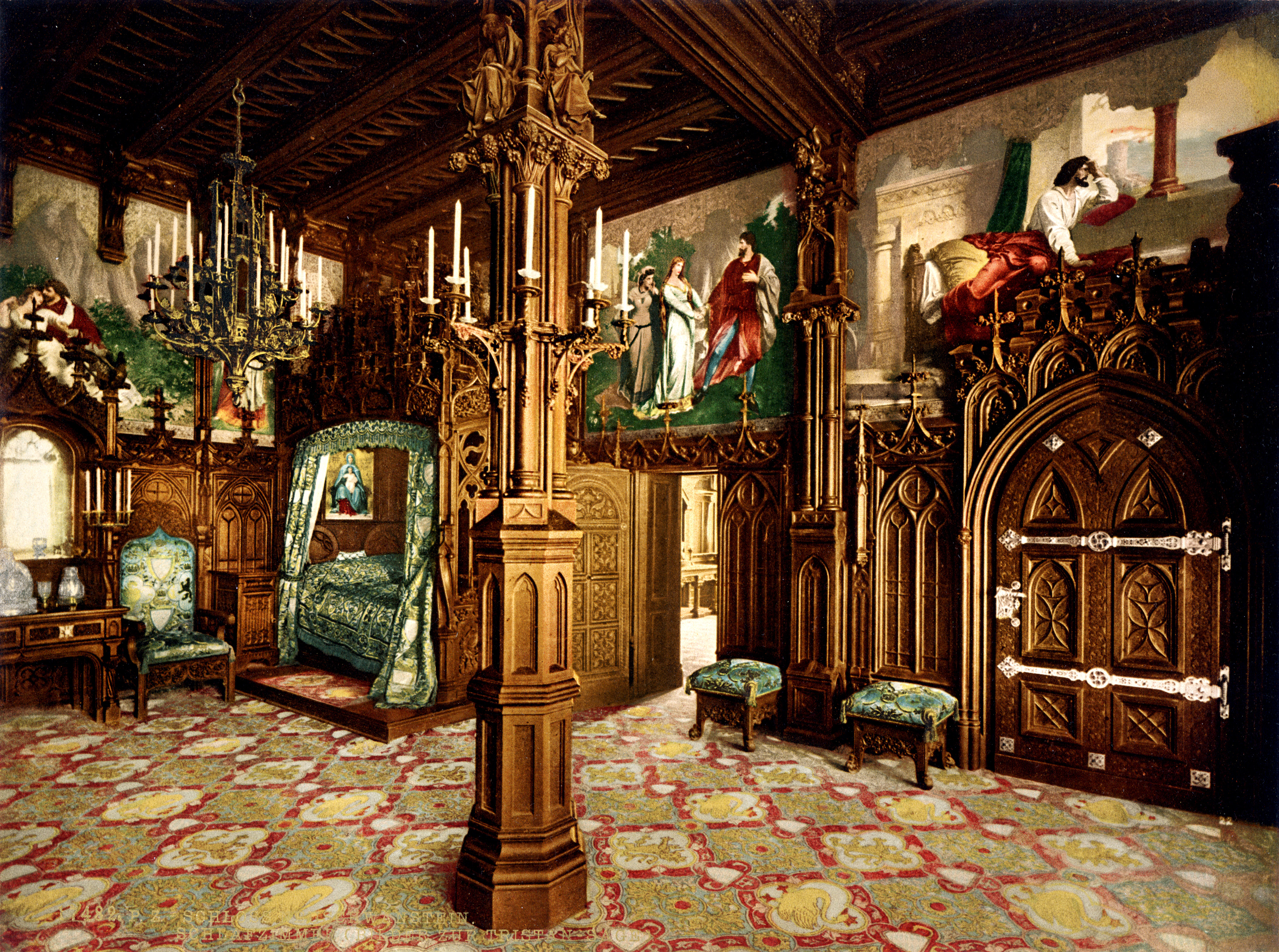
Спальня